# Länstrafiken Malmöhus

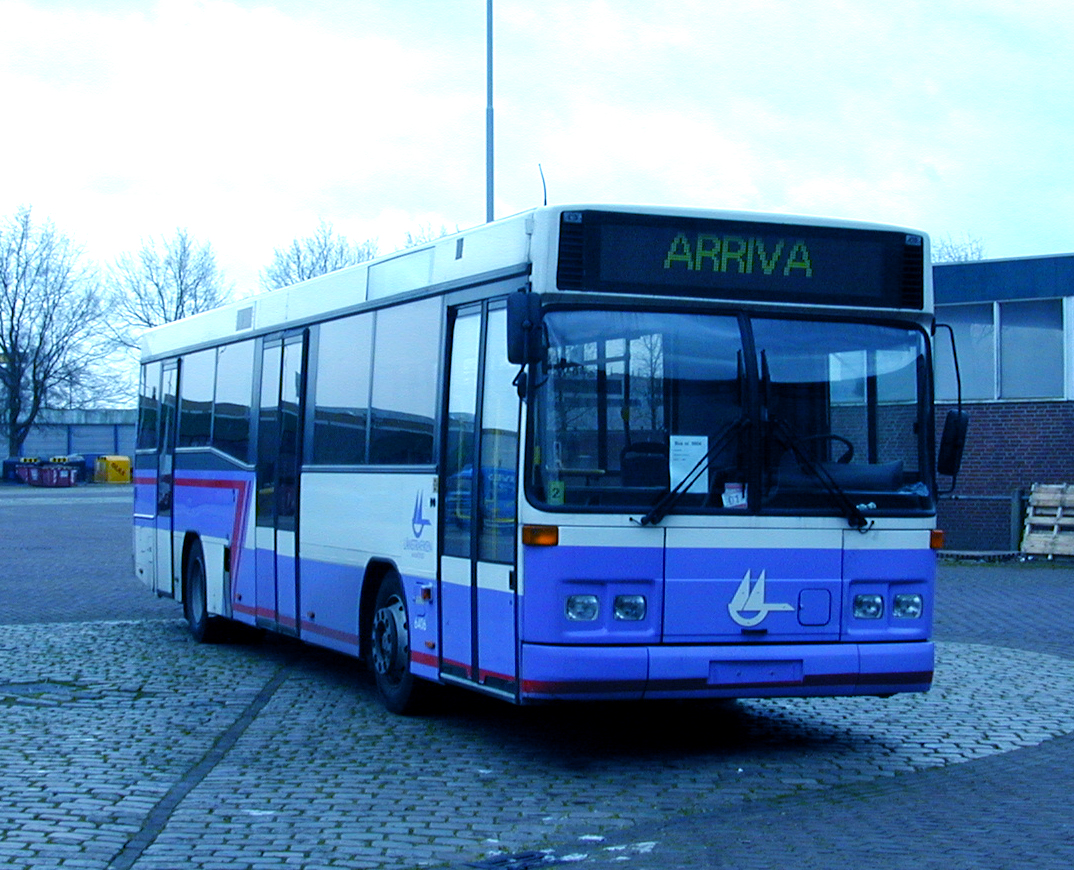
En buss tillhörande Arriva i Länstrafiken Malmöhus lila, vita färg. Den flygande gåsen var Länstrafiken Malmöhus logotyp mellan 1989 och 1997.

Länstrafiken Malmöhus var länstrafikbolaget i Malmöhus län innan länet uppgick i Skåne län och länstrafiken togs över av Skånetrafiken i januari 1998.

## Kuriosa
Länstrafiken Malmöhus startade Pågatågen och lade grunden till dagens Pendeln med sina dåvarande X-linjer motsvarande Länstrafiken Kristianstads SkåneExpressen. Tre av X-linjerna omvandlades till SkåneExpressen-linjer vid bildandet av Skånetrafiken.

## X-linjerna
I tidtabeller marknadsfördes linjerna under namnen nedan, men bussarna skyltades enbart med linjenummer. 
- X100 Malmö - Falsterbo
- X146 Malmö - Trelleborg
- X200 Landskrona - Helsingborg - Höganäs, sedermera X220 på grund av varumärkeskonflikt med Statens Järnvägars X200.
- X300 Lund - Ystad (senare SkåneExpressen 6, nedlagd 2013).
- X315 Lund - Simrishamn (nuvarande SkåneExpressen 5).
- X400 Lund - Hörby - Kristianstad (sedermera SkåneExpressen 1).

Linjerna X315 och X400 kördes dock av Länstrafiken Kristianstad då Länstrafiken Malmöhus bussar ej tilläts köra in i Kristianstads län. X400 som enbart gick mellan Lund och Hörby kördes dock av Länstrafiken Malmöhus.